# Сіналунга
Сіналунга, Сіналунґа (італ. Sinalunga) — муніципалітет в Італії, у регіоні Тоскана,  провінція Сієна.
Сіналунга розташована на відстані близько 160 км на північний захід від Рима, 75 км на південний схід від Флоренції, 35 км на схід від Сієни.
Населення — 12 753 особи (2014).
Щорічний фестиваль відбувається 11 листопада. Покровитель — святий Мартин.

## Демографія
Населення за роками:

Станом на 1 січня 2023 року в муніципалітеті офіційно проживало 1206 іноземців з 57 країн, серед них 391 громадянин країн Євросоюзу та 43 громадяни України.

## Сусідні муніципалітети
- Ашано
- Кортона
- Фояно-делла-К'яна
- Лучиньяно
- Раполано-Терме
- Торрита-ді-Сьєна
- Трекуанда